# Discocalyx samarensis
Discocalyx samarensis är en viveväxtart som beskrevs av Elmer Drew Merrill. Discocalyx samarensis ingår i släktet Discocalyx och familjen viveväxter. Inga underarter finns listade i Catalogue of Life.